# Lac-du-Bonnet
Le Lac-du-Bonnet est une municipalité rurale située dans la province du Manitoba au Canada.
Le nom de Lac du Bonnet date de l'époque de l'exploration de Pierre Gaultier de Varennes et de La Vérendrye à l'époque de la Nouvelle-France. La Vérendrye remarqua que ce lac avait la forme d'un bonnet et lui donna ce nom. 
Par la suite, il fut constaté que ce n'était pas un lac mais en réalité un élargissement du lit de la rivière Winnipeg.
La région du Lac-du-Bonnet fut peuplée au XIXe siècle par des Métis et des Canadiens-français venus notamment du Québec. Au XXe siècle l'arrivée du chemin de fer dans la province du Manitoba entraîna l'arrivée d'une vague d'immigration en provenance d'Europe orientale (Polonais, Russes et Ukrainiens).
La municipalité rurale du Lac-du-Bonnet comptait 2 800 habitants au recensement de la population de 2006 dont près de 10 % de Franco-manitobains. La cité elle-même ne comptait qu'un millier d'habitants.

## Démographie
| 2001  | 2006  | 2011  | 2016  |
| ----- | ----- | ----- | ----- |
| 2 405 | 2 812 | 2 930 | 3 121 |